# Owadia Josef

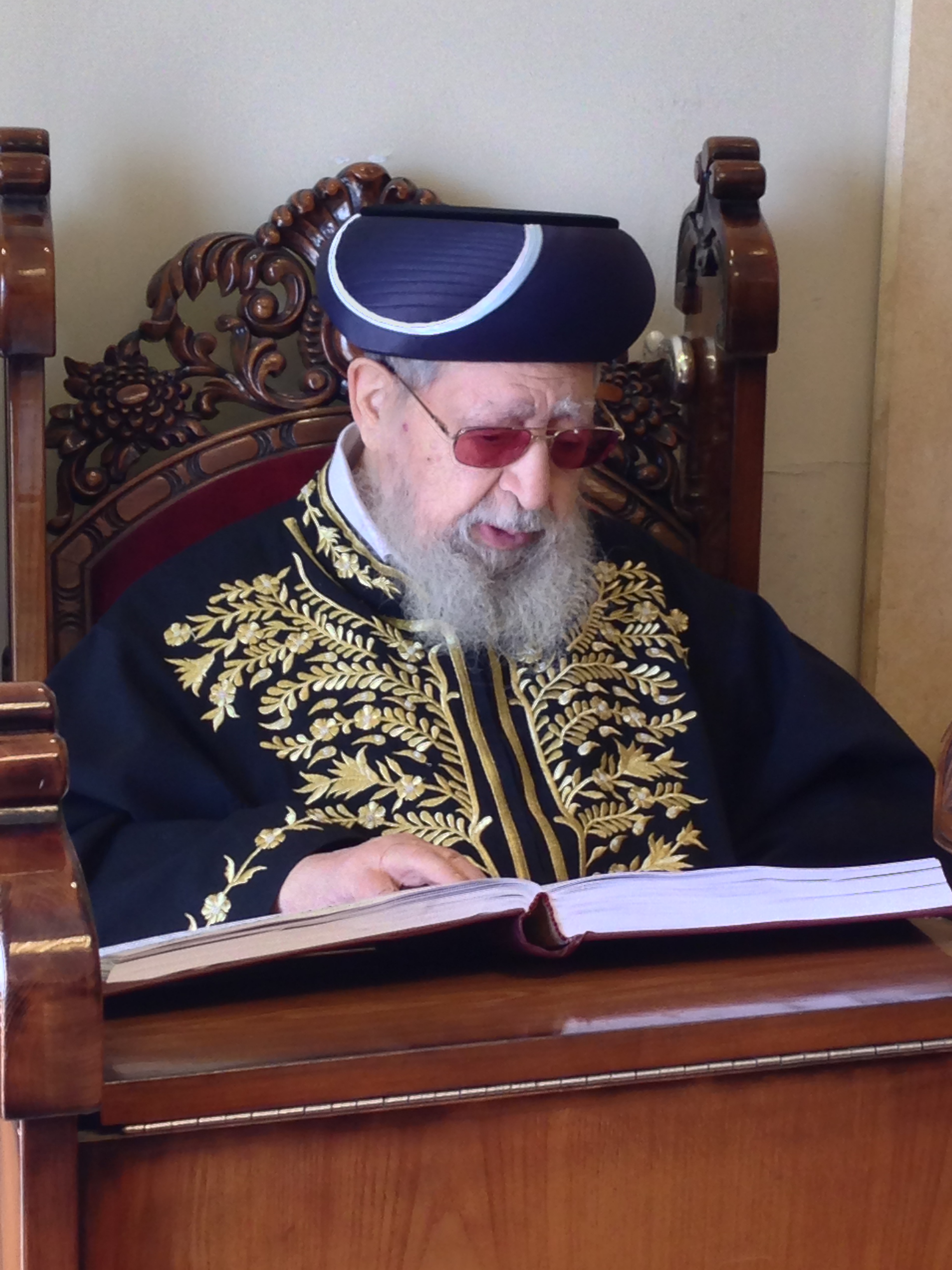
Owadia Josef w maju 2013 roku

Owadia Josef (hebr. ‏עובדיה יוסף‎, ur. 23 września 1920 w Bagdadzie, zm. 7 października 2013 w Jerozolimie) – izraelski rabin ultraortodoksyjny oraz polityk, specjalizujący się w Talmudzie, znawca Halachy. Sefardyjski naczelny rabin Izraela w latach 1973–1983 i przywódca duchowy partii Szas. 
Cieszył się szczególnym szacunkiem wśród Żydów sefardyjskich i mizrachijskich ze względu na wielką biegłość w Torze.

## Życiorys
Pochodził ze zubożałej rodziny, był synem Jaakowa Bena i Gorgii Owadii. W wieku 4 lat wraz z rodziną zamieszkał w Jerozolimie, gdzie jego ojciec prowadził sklep. Z powodu złej sytuacji finansowej rodziny musiał podjąć pracę w bardzo młodym wieku. Od 1933 roku uczęszczał do Jesziwy Porat Josef. W 1940 roku uzyskał smichę. W latach 1945–1947 był członkiem sądu rabinicznego w Jerozolimie. W 1947 roku przeniósł się do Kairu, gdzie pełnił funkcję przewodniczącego sądu religijnego oraz rosz jesziwy, a także zastępcy naczelnego rabinu Egipt, w 1950 roku powrócił do Izraela, gdzie objął stanowisko przewodniczącego sądu rabinicznego w Petach Tikwie. W 1968 roku został naczelnym rabinem Tel Awiwu. W 1970 roku został laureatem Nagrody Izraela za swoją literaturę rabiniczną.
W 1973 roku został wybrany sefardyjskim naczelnym rabinem Izraela, pełniąc tę funkcję do 1983 roku. W latach 80. XX wieku był założycielem religijnej partii Żydów sefardyjskich Szas, zostając następnie jej przywódcą.
Pod koniec życia był hospitalizowany w Centrum Medycznym Hadassa w Jerozolimie, tam też zmarł. Został pochowany na cmentarzu Sanhedria w Jerozolimie. W jego pogrzebie miało brać udział nawet 800 tysięcy osób, co stanowiło 10% populacji Izraela.

## Poglądy
Uważał, że branie udziału w wyborach do parlamentu jest kluczowe dla poprawy statusu sefardyjczyków i mizrachijczyków, którzy od wielu lat traktowani byli jako drugorzędni obywatele w państwie Izrael. Przed wyborami w 2006 nawoływał swoich zwolenników do głosowania stwierdzając, że jest ono micwą (obowiązkiem religijnym).
Oskarżany był o rasizm, a przez organizacje żydowskie działające w Stanach Zjednoczonych o obrazę ludzkiej godności i równości. Wiele jego wypowiedzi budziło kontrowersje.

## Rodzina
Od 1944 roku żonaty z Margalit Fattal (zm. 1994). Miał jedenaścioro dzieci:
- Adina Bar-Shalom(inne języki) (ur. 1945) – działaczka społeczna[10]
- Ja’akow Josef (1946–2013) – rabin, polityk, członek Knesetu w latach 1984–1988
- Malka Sasson
- Awraham Josef(inne języki) (ur. 1949) – naczelny rabin Holonu
- Jafa Cohen
- Jicchak Josef (ur. 1952) – sefardyjski naczelny rabin Izraela w latach 2013–2024[11]
- Rivka Chikotai
- Sara Toledano
- Dawid Josef (ur. 1960) – sefardyjski naczelny rabin Izraela od 2024[12]
- Leah Butbul
- Mosze Josef(inne języki) (ur. 1966) – rabin